# BMW U10
La sigla BMW U10 indica la seconda generazione della BMW X2, un SUV di segmento C prodotto dalla fine di ottobre 2023 dalla casa automobilistica tedesca BMW.
È costituita presso lo stabilimento di Ratisbona, in Germania.

## Contesto
Dopo la presentazione avvenuta ad inizio ottobre 2023 e la successiva anteprima mondiale pubblica al salone di Tokyo, la produzione è iniziata il 31 ottobre 2023.
A dispetto della prima generazione, la X2 si differenzia maggiormente rispetto all'X1, essendo più grande e avendo una carrozzina a due volumi fastback. La lunghezza rispetto alla F39 è aumentata di 19 cm fino a toccare i 4,55 m, 5 cm in più rispetto alla X1, con circa 2 cm in più sia in larghezza che dell'interasse. Nei modelli con motore a combustione interna, la calandra con doppio rene BMW dalla forma esagonale è dotato di una griglia del radiatore con lamelle ad apertura variabile che in base alle esigenze di raffreddamento del motore si aprono i chiudono del tutto per migliorare il coefficiente di resistenza aerodinamica; inoltre per la stessa è disponibile come optional un sistema di retroilluminazione chiamato Iconic Glow. Il bagagliaio con tutti i sedili in uso ha una capienza di 560 L.
La frenata viene assicurata da quattro freni a disco con pinza flottante a pistoncino singolo. L'impianto frenante sportivo M, disponibile come optional e di serie sull'X2 M35i, adotta invece freni a disco con pinza fissa a quattro pistoncini all'anteriore.
Al lancio sul mercato sono disponibili due versioni con motore a benzina e due versione con motore diesel e elettrico. La sDrive20i monta un motore che produce 125 kW (170 CV) e una coppia di 240 N⋅m tra 1500 e 4400 giri/min scaricati sulle sole ruote anteriori. La M35i xDrive ha la trazione integrale e monta un motore 2,0 L quattro cilindri che produce 221 kW (300 CV) e una coppia di 400 N⋅m; la diesel di pari cilindrata sDrive 18d produce 110 kW (150 CV) e una coppia di 360 Nm. La versione completamente elettrica denominata iX2 è alimentata da due motori elettrici uno per asse e ha una potenza di 230 kW (310 CV). L'autonomia secondo il ciclo WLTP è di circa 449 km e adotta la medesima batteria da 64,7 kWh dell'iX1.